# Raid djihadiste sur Tin Zaouatine (2012)
Pour les articles homonymes, voir Combat de Tin Zaouatine.
Rébellion djihadiste en Afrique de l'Ouest
Le raid djihadiste sur Tin Zaouatine pendant la guerre du Mali est une attaque du groupe djihadiste du MUJAO le 28 avril 2012 sur Tin Zaouatine, située sur la frontière entre le Mali et l'Algérie. Les islamistes sont aussitôt attaqués par l'armée algérienne déployée aux frontières.

## Déroulement
Le 28 avril 2012, un groupe de combattants du MUJAO, montés sur cinq véhicules, franchissent la frontière algérienne. Commandés par Houma Ould Abdelali, de nationalité malienne, chef du MUJAO à Tessalit, ils tendent une embuscade près de Tin Zaouatine afin de s'emparer de deux camions citernes de transport d'essence dans la nuit du 28 au 29,.
Les forces spéciales algériennes et l'armée nationale et populaire algérienne interviennent. Elles sont appuyées par des hélicoptères qui ciblent et détruisent les pick-ups jihadistes. L'accrochage dure deux heures, finalement 20 islamistes sont tués et 4 autres sont faits prisonniers,.
Sur les cadavres, les Algériens trouvent des documents indiquant que les assaillants étaient des combattants du MUJAO,.